# 三角叶风毛菊
三角叶风毛菊（学名：Saussurea deltoidea），是菊科风毛菊属的植物。分布于老挝、缅甸、泰国、尼泊尔以及中国大陆的湖北、云南、四川、江西、广东、西藏、陕西、湖南、浙江、广西、福建、贵州等地，生长于海拔800米至3,400米的地区，常生于杂木林中、灌丛、山坡、草地、荒地、牧场、林下和河谷林缘。

## 别名
海肥干（江西） 台湾青木香